# Ki lo sa ?
Ki lo sa ? és una pel·lícula francesa dirigida per Robert Guédiguian, estrenada el 1986.

## Argument
Un grup de joves adults, tots del mateix barri, es troben anys més tard al gran jardí on jugaven de petits. Quan arriba el dia, es retroben i fan balanç de les seves vides.

## Repartiment
- Ariane Ascaride : Marie
- Pierre Banderet : Pierrot
- Jean-Pierre Darroussin : Dada
- Gérard Meylan : Gitano
- Alain Lenglet : L'amant de Marie

## Llegat
Dues seqüències de la pel·lícula són utilitzades per Guédiguian a la seva pel·lícula del 2017 La casa vora el mar, en la qual trobem tres dels actors del 1985 al mateix lloc (la cala de Mejan) . Després serveixen com a flashbacks encara que no són els mateixos personatges.